# Leo Fernández
Leonardo Fernández, más conocido como Leo Fernández (Villa Constitución, Santa Fe, 3 de enero de 1970 - Santa Rosa, La Pampa, 8 de abril de 2015), fue un futbolista y director técnico argentino.

## Carrera
Fernández debutó en el año 1989 en la primera de Argentinos Juniors, con 19 años. Después de ocho partidos y tres goles en La Paternal, en 1990 fue a Club Atlético River Plate en un trueque por el Checho Batista, quien retornó a su club. 
En el Millonario tuvo un comienzo soñado, convirtiéndole los dos goles del triunfo 2-1 sobre Talleres en Córdoba y a la semana siguiente, el tanto del empate en uno de River contra Racing en el Monumental.
Leo Fernández, un delantero corpulento aunque veloz, no pudo hacer pie en la primera de River y regresó a su club de inferiores, en 1991, donde recién vuelve a jugar en la Liguilla pre-Libertadores y convierte el gol de la victoria del Bicho en cancha de Boca ante el local, que acababa de perder la final de la temporada ante Newell’s Old Boys. En esos años, surgió la relación con los hermanos Carlos y Patricio Mac Allister, que en los años 90 lo invitarían a La Pampa a formar parte, en diferentes roles, del club que fundaron en Santa Rosa.
Leo estuvo en Argentinos hasta 1993, año en el que tuvo la titularidad con Chiche Sosa como director técnico. En su inicio Sosa le confió la Nº 9 durante 18 de los 19 partidos del torneo. . Hizo un gol contra Club Atlético Huracán, partido que Argentinos perdió 2 a 1. Después inició una recorrida que lo llevó a Nueva Chicago y Club Atlético Wanderers. Se fue al Deportivo Cuenca de Ecuador y buscó su revancha un par de años después en el ascenso, más precisamente en Cipolletti de Río Negro, donde jugó 4 partidos en la temporada 1996/1997. Luego regresó a Argentina para incursionar en el fútbol del interior.
En La Pampa, llegó para formar parte del club Mac Allister. Trabajó en la gestión deportiva provincial y privada. También en la dirección técnica.

## Fallecimiento
El delantero de Argentinos Juniors y Ríver, Leonardo Fernández, murió el miércoles 8 de abril de 2015, alrededor de las 10 de la mañana, después de sufrir un paro cardíaco en la Clínica Modelo de la provincia. Fernández estaba internado en terapia intensiva desde el lunes 6 de abril, cuando tuvo el primer episodio cardíaco mientras asumía como director técnico de All Boys de Santa Rosa.
Fernández fue reanimado por un dirigente y el médico cardiólogo Eduardo Leones en la misma cancha de All Boys, después de caer desplomado. "Tuvo muerte súbita por infarto", dijo Leones, quien le brindó la reanimación por RCP (Reanimación cardiopulmonar). Después con la llegada de una ambulancia, le aplicaron descargas con un desfibrilador, antes de trasladarlo a un centro asistencial. El futbolista fue internado en terapia intensiva. Los primeros estudios revelaron que tenía una arteria tapada en un cien por ciento. Lo operaron y le colocaron un stent. En la ventana de 48 horas de su recuperación tuvo otro paro cardíaco que le provocó la muerte.